# Patrick Bantamoi
Patrick Jumu Bantamoi (Serabu, 24 mei 1986) is een voormalig voetballer uit Sierra Leone die als doelman speelt. Hij heeft ook een Fins paspoort.
Bantomai begon zijn loopbaan bij een lokale club in Koidu. Hij was doelman van het Sierra Leoons voetbalelftal op het wereldkampioenschap voetbal onder 17 dat in 2003 in Finland gespeeld werd. Daar vroeg hij met meerdere teamgenoten asiel aan. Nadat hij begin 2004 een verblijfsvergunning verkreeg, tekende hij een contract bij KuPS. In twee seizoenen speelde hij 33 wedstrijden voor de club en in 2007 ging hij naar FC Inter Turku. Daar speelde hij tot eind 2010 in totaal 66 wedstrijden. Begin 2011 was hij tweede doelman van Telstar. In de zomer liep zijn contract af zonder dat hij in actie kwam.
Hij kampte twee jaar met blessures en na een oefentoernooi voor werkelozen spelers, georganiseerd door FIFPro, vervolgde hij begin 2014 zijn loopbaan bij FC Espoo dat hem al snel verhuurde aan FC Viikingit. In september 2014 tekende hij na een stage een contract bij RoPS waarvoor hij drie duels keepte. In juli 2015 keerde hij terug bij Viikingit in de Kakkonen.
In oktober 2014 was hij tijdens twee wedstrijden tegen Kameroen in de kwalificatie voor het Afrikaans kampioenschap voetbal 2015 reservedoelman van het Sierra Leoons voetbalelftal.

## Erelijst
FC Inter Turku
- Veikkausliiga

2008
- Liigacup

2006, 2008